# Riacho Algodoais
O Riacho Algodoais é um riacho (um pequeno rio) brasileiro que banha o estado da Paraíba.